# Prepiella hippona
Prepiella hippona là một loài bướm đêm thuộc phân họ Arctiinae, họ Erebidae.